# روث هابارد
روث هابارد (بالإنجليزية: Ruth Hubbard)‏ هي عالمة كيمياء حيوية وأحيائية أمريكية، ولدت في 3 مارس 1924 في فيينا في النمسا، وتوفيت في 1 سبتمبر 2016 في كامبريدج في الولايات المتحدة.